# Casato di Breteuil
Il Casato di Breteuil (in francese, Maison de Breteuil) è una dinastia nobiliare che originaria di Chartres che si spostò nella città di Breteuil-sur-Noye in Piccardia.

## Cronologia
La famiglia discende da Gilduin (Gelduinus), che nel 1019 compare come visconte di Chartres, nel 1048 come Conte di Breteuil e diventerà successivamente monaco morendo il 18 maggio del 1060 con sua moglie ebbe cinque figli:
- Harduin, morto tra il 1050 e il 1060, visconte de Chartres, sposato con Elisabeth, senza discendenti
- Erard I, morto tra il 1061 e il 1066, conte di Breteuil e visconte di Chartres
- Hugues de Breteuil, canonico a Chartres e poi vescovo di Langres dal 1031 al 1049
- Valéran († 1063), monaco e abate di Saint-Vannes a Verdun
- Adele, sposa di Raoul III, conte di Valois

 Erard I , nato prima del 1025 morì un 12 febbraio tra il 1061 e il 1066, era divenuto Conte di Breteuil alla la morte del padre e visconte di Chartres per la morte di suo fratello, si sposò con Humberge de Sours con cui ebbe otto figli:
- Erard II, morto dopo il 1105, conte di Breteuil
- Adélaïde, morta verso il 1073, religiosa a Marmoutier
- Valeran I, morto nel 1084, signore di de Breteuil
- Hugues I Blavons († 1094) signore di Puiset, fondatore del casato di du Puiset
- Robert, morto il 5 novembre 1077, abate di Notre-Dame de Breteuil
- Pantaléon, sposo di Adela
- Adélaïde, sposata prima del 1082 con Roger II de Montgommery, conte di Shrewsbury, barone di Bellême
- Eremburge, sposata con Rivalon II, signore di de Dol, morta nel 1070

 Erard II , figlio maggiore di Erard Ier, morto un 16 settembre dopo il 1105, fu conte di Breteuil, ma perdette il titolo nel 1073, prendendo gli ordini sacri nel 1077 con cui divenne monaco a Saint-Martin de Turenne Abbey (Marmoutier). Nel 1105 andò in pellegrinaggio a piedi a Gerusalemme.
 Valéran I , secondo figlio di Erard I, morì prima del 25 febbraio 1084, fu signore di de Breteuil et co-signore di de Creil, ebbe tre figli:
- Valéran II, signore di Breteuil
- Gautier, che fu prigioniero e ostaggio a Nicétas, principe dei Bulgari, mentre i crociati hanno attraversavano i territori bizantini. Fu uno dei capi dell'esercito di Pietro l'Eremita (Pierre l'Ermite)
- Thibaut, detto il cavaliere bianco ucciso nel 1090 in battaglia

 Valéran II , morto tra il 1119 e il 1124, signore di Breteuil, marito di Ivette (o Judith), fu padre di tre figli:
Erard III, morto nel 1147, conte di Breteuil
Sénégonde, morta nel 1115 e sposa di Pierre, signore di Châteauneuf
Emmeline, che compare fin dal 1113
 Erard III , conte di Breteuil, prese parte alla seconda crociata e morì nel gennaio del 1149 durante la battaglia di Laodicée. Sposò in orime nozze Béatrice de Coucy, figlia di Thomas, signore di Coucy e Ida de Hainaut, che ripudierà nel 1130 per sposare Ivette de Bulles. 
Dal suo primo matrimonio ebbe quattro figli:
- Valéran III († 1162), signore di Breteuil
- Erard de Breteuil, citato negli scritti del 1139 e del 1168, sposo di una Remburge
- Hugues († 1184), signore di Crèvecœur e castellano di de Breteuil, sposo di Ada de Gerberoy
- Enguerrand de Breteuil, che compare fin dal 1139

Dal secondo matrimonio generò due bambini, Mannasès e Ermengarde.
 Valéran III , signore di Breteuil, morto nel 1162, sposo di Holdenburge e di Alix de Dreux, figlia di Robert I de France, conte di Dreux. 
Con la prima moglie Holdenburge, generò:
- Alix, sposa di Raoul I, conte di Clermont-en-Beauvaisis
- Mathilde († 1208), sposa di Simon de Clermont-en-Beauvaisis, seigneur d'Ailly-sur-Noye

con la seconda moglie Alix de Dreux, generò :
- Amicie, sposata nel 1180 con Baudoin II de Corbeil (figlio di Baudoin de Corbeil), poi con Jean Briard, signore di Villiers e infine con Gautier de Reynel.